# Gustaf von Numers
Gustaf von Numers (Kangasala, 31 luglio 1912 – Helsinki, 21 maggio 1978) è stato un artista finlandese di lingua svedese attivo nell'araldica.

## Biografia
Von Numers studiò araldica negli anni trenta sotto Arvid Berghman e fu considerato uno dei massimi esperti finlandesi del settore. Fu un instancabile scrittore su ogni aspetto dell'araldica. Insieme ad altri colleghi, contribuì allo sviluppo in parlamento di una legislazione sugli stemmi municipali nel 1949. Von Numers disegnò diversi stemmi comunali (tra cui lo stemma di Jakobstad), vessilli militari e scudi borghesi e personali. Von Numers fu un membro fondatore della Società Araldica Finlandese e suo presidente dal 1957 al 1964, così come fu membro dell'Accademia Araldica Internazionale (Académie Internationale d'Héraldique) sin dalla sua fondazione nel 1949.

## Premio Gustaf von Numers
Nel 1982, fu istituito il premio internazionale Premio Gustav von Numers per l'arte e il disegno araldico in memoria di von Numers. Vengono premiati individui per i loro meriti in campo araldico.